# Миссия ниндзя
«Миссия ниндзя» (англ. The Ninja Mission) — шведский боевик режиссёра Матса Хельге с Кристофом Кольбергом в главной роли.

## Сюжет
Советский физик-ядерщик Карл Марков изобрёл новый тип ядерного синтеза, который может изменить баланс сил в мире. Каждый хочет первым и единолично получить от него информацию. Сотрудники КГБ убеждают Маркова, что они спасли его с дочерью от похищения в Швеции и закрывают его в своём «убежище». ЦРУ посылает ниндзя в Советский Союз, где «гостят» Марков с дочерью…

## В ролях
- Кристоф Кольберг — Мэйсон
- Ханна Пола — Надя
- Бо Мюнте — Хансен
- Курт Броберг — Марков
- Ганс Розтин — Эйблмен
- Джон Кванц — Джонни
- Сирка Сандер — Натасья
- Марк Дэйвиз — Майк
- Вольф Линдер — Дэниелс
- Матс Хельге — Иван

## Производство
Основная часть съёмок проводилась в шведском городе Лидчёпинге. Первая сцена фильма снималась прямо в офисе съёмочной компании. Крепость с войсками объединённых наций в киноленте — это крепость Фредрикстен, в норвежском Халдене, где был убит Карл XII. Также съёмки проходили в гавани Лидчёпинга и фабрике «Rörstrand China»
Так называемый «Ленинградский университет» в киноленте в действительности является городской больницей Лидчёпинга. Основные сцены поединков происходили в стенах больницы.
Музыка к фильму создавалась на компьютере Atari.

## История проката

### Даты премьер
Даты приведены в соответствии с данными IMDb.
- Великобритания — март 1984 (премьерный показ)
- Швеция — 29 июня 1984
- США — сентябрь 1984
- Филиппины — 27 октября 1984
- ФРГ — 8 февраля 1985
- Франция — 20 марта 1985